# Adonisea exaltata
Adonisea exaltata är en fjärilsart som beskrevs av Edwards 1884. Adonisea exaltata ingår i släktet Adonisea och familjen nattflyn. Inga underarter finns listade i Catalogue of Life.